# Смальчевский, Игнатий Осипович
Игнатий Осипович (Иосифович) Смальчевский — советский хозяйственный деятель.

## Биография
Родился в 1895 году в местечке Гнина-Аполув. Член КПСС с 1916 года.
Участник Октябрьской революции.
После гражданской войны — инженерный работник в Ленинграде.
С 1933 года — начальник цеха оборонной продукции Ленинградского металлургического завода имени Сталина.
Репрессирован, арестован, освобождён за отсутствием состава преступления, возвращён на прежнее место работы.
Участник Великой Отечественной войны: начальник монтажного отдела, начальник производства Государственного союзного завода номер 371 имени Сталина.
За коренное усовершенствование производства вооружения был в составе коллектива удостоен Сталинской премии за выдающиеся изобретения и коренные усовершенствования методов производственной работы 1950 года.
В 1957 г. — начальник цеха оборонной продукции Ленинградского металлургического завода.
Умер после 1967 года в Ленинграде.

## Награды
- Орден Отечественной войны II степени (27.02.1946)
- Орден Трудового Красного Знамени (14.04.1944, 21.06.1957)
- Орден Знак Почёта(12.01.1942)